# Opabiniidae
Los opabínidos (Opabiniidae, llamados de manera obsoleta como Opabinidae) son una familia de artrópodos marinos extintos del período Cámbrico y del Devónico Inferior que presentaban un aspecto muy extraño, se reconocen solo dos géneros, el más conocido es Opabinia, presente como fósil en el esquisto de Burgess, el otro es Utaurora, presente en el esquisto de Wheeler en Utah.  
La situación taxonómica del grupo y de sus constituyentes es muy incierta, si bien hay quien plantea una estrecha relación con los radiodontos, con los que comparte similitudes por poseer apéndices frontales, pero los presentes en los opabínidos estaban fusionados basalmente en una probóscide. Los opabínidos también se distinguen de los radiodontos por las láminas setales que cubren al menos parte de las aletas del cuerpo y las ramas caudales dentadas. Otra relación posible puede ser con el género Myoscolex, con el cual que también parece presentar cierto grado de similitudes.
Walcott, al establecer el grupo en 1912, había incluido en él al artrópodo Leanchoilia superlata, especie tipo de su género. Hoy en día, esa especie se considera alejada de estos organismos.

## Historia de estudio
Opabiniidae fue nombrada por Charles Doolittle Walcott en 1912, junto con su especie tipo Opabinia. Walcott interpretó a los opabínidos como una familia de crustáceos anostracos, más estrechamente relacionada con Thamnocephalidae. Opabinia se volvió a estudiar en la década de 1970 y se reinterpretó como un animal extraño. Stephen Jay Gould se refirió a Opabinia como una "extraña maravilla", y una ilustración de Opabinia provocó risas cuando fue revelada por primera vez en una conferencia paleontológica. En 2022, se identificó un segundo opabínido, Utaurora.
El género Myoscolex de Emu Bay Shale se muestra a veces como un opabínido, pero las características morfológicas que apoyan esta interpretación son controvertidas.